# Crangonyx packardi
Crangonyx packardi is een vlokreeftensoort uit de familie van de Crangonyctidae. De wetenschappelijke naam van de soort is voor het eerst geldig gepubliceerd in 1888 door Sidney Irving Smith.